# Pole (album)
Pole is het tweede muziekalbum van Tuner het samenwerkingsverband van Pat Mastelotto en Markus Reuter.
Het tweede album is opgenomen eind 2005 begin 2006 en uitgebracht juni 2007. De muziek klinkt als die van de laatste jaren van King Crimson, maar dan nog experimenteler. het album duurt 1 uur en is door Tuner zelf geproduceerd.

## Musici
- Pat Mastelotto – slagwerk en percussie;
- Markus Reuter – gitaren en zang.

Aangevuld met SiRenée (Renée Stieger), Peter Kingsberry, Chrysta Bell en Lisa Fletcher (zang), Pamelia Kurstin (theremin op 11-11), Laura Scarborough (vibrafoon, windorgel en melodica op 11-11), Roberto Riggio (viool), Deborah Carter (zang) en Kristoffer G. Rygg.

## Composities
1. White cake sky
2. Black well monotony
3. 11-11
4. Pole
5. Gate 9
6. Stalker
7. So high
8. Dig
9. Down below
10. Repulsive and delicious
11. Creatures
12. Pencilhead
13. Arson dandy
14. URIM